# Куренков, Сергей Владимирович
Серге́й Влади́мирович Куренко́в (род. 23 февраля 1968, Красноярск-45, РСФСР, СССР) — российский автор-исполнитель, поэт и композитор. Шестикратный лауреат премии «Шансон года» (2013, 2014, 2015, 2022, 2023, 2025), лауреат премии «Питер FM». Работает в эстрадно-песенном жанре.

## Биография
Сергей Владимирович Куренков родился 23 февраля 1968 года в Зеленогорске Красноярского края.
В 1978 г. сочинил свою первую композицию «Облака».
Учился на факультете квантовой электроники и источников света Томского политехнического института. Будучи студентом, призвался в армию. С 1986 по 1988 годы служил в рядах Советской армии, где совмещал сержантские обязанности с репетициями и выступлениями в составе ВИА воинской части. После службы поступил во ВСГАКИ (сейчас ВСГИК) в г. Улан-Удэ.
В 1995 году закончил ВСГАКИ по специальности «режиссёр эстрадных представлений и массовых праздников». В эти же годы стал участником диско группы «Бон-Хэй», получившей свою известность после выхода песни «Товарищ Горбачёв, до свидания!».
В 2000 г. Куренков совместно с Артуром Пилявиным «Квартал» открыл студию звукозаписи «Музыкальная линия».
В 2002 году познакомился с композитором Максимом Фадеевым, дружба и сотрудничество с которым оказало влияние на дальнейшее творчество.
С 2002 по 2005 год Куренков был концертным директором Дмитрия Харатьяна, организатором его гастрольных туров.
С 2005 по 2007 год выступал в роли инициатора совместного творческого проекта группы «Нюанс» с Александром Кутиковым.
В 2012 году Куренков выпустил клип на песню «Я тебя рисую», после которого к нему пришла известность. В этот же период на «Русском радио» зазвучала песня «Облака» в новой обработке. Обе песни вошли в альбом «Девочка-весна», выпущенный в 2014 году.
В 2013 году Куренков стал лауреатом ежегодной музыкальной премии «Шансон года», на церемонии исполнил песню «Я тебя рисую».
2014 получил вторую премию «Шансон года» за песню «Девочка-весна».
В 2014 году Куренков выпустил два клипа на песни «Женщина-воздух» и «Девушка-весна».
2015 году получил третью премию «Шансон года» за песню «Женщина — воздух».
В 2015 году вышел альбом «Я хочу побыть с тобой» со ставшими популярными песнями «Женщина-воздух» и «Не грусти».
В 2017 году вышел третий альбом артиста «Ангел мой» с популярными песнями «Самая-самая», «Ангел мой», «Бессонница».
Также в 2017-м Куренков спел дуэтом с Катей Лель композицию «Сумасшедшая любовь». В этом же году вышел клип на песню.
Куренков — автор первого гимна родного Зеленогорска.

### Альбомы
| Год  | Название              |
| ---- | --------------------- |
| 2014 | Девочка-весна         |
| 2015 | Я хочу побыть с тобой |
| 2018 | Ангел мой             |
| 2023 | У тебя в глазах…      |

### Синглы
| Год  | Название                                             |
| ---- | ---------------------------------------------------- |
| 2014 | Женщина-воздух                                       |
| 2015 | Ангел мой                                            |
| 2015 | Дорога                                               |
| 2015 | Золотая луна                                         |
| 2016 | Юга                                                  |
| 2017 | Сумасшедшая любовь                                   |
| 2017 | Бессонница                                           |
| 2017 | Красавица                                            |
| 2018 | Молодо-зелено (Совместная работа с Сергеем Войтенко) |
| 2019 | Звёздочка моя                                        |
| 2019 | Как же я соскучился                                  |
| 2020 | Украсим любовь                                       |
| 2021 | Солнышко                                             |
| 2021 | Слёзы это небес роса                                 |
| 2022 | У тебя в глазах…                                     |
| 2022 | Лучик                                                |
| 2022 | Растай                                               |
| 2024 | Ливень (дуэт с Ольгой Лозиной)                       |
| 2024 | У сердца твоего                                      |
| 2024 | Я никого так не любил                                |
| 2025 | Белые голуби                                         |

### Видеоклипы
| Год  | Песня                               |
| ---- | ----------------------------------- |
| 2012 | «Самая, самая»                      |
| 2012 | «Я тебя Рисую»                      |
| 2013 | «Мамба»                             |
| 2013 | «Обожаю»                            |
| 2013 | «Доминикана»                        |
| 2014 | «Женщина — Воздух»                  |
| 2014 | «Девочка — Весна»                   |
| 2017 | «Сумасшедшая Любовь» (С Катей Лель) |
| 2020 | «Я хочу побыть с тобой»             |
| 2020 | «Жаль»                              |
| 2020 | «Любви мы просим»                   |
| 2020 | «У тебя в глазах…»                  |
| 2021 | «С кем твоя душа...»                |
| 2021 | «Сладко ли, горько?»                |
| 2021 | «Солнышко»                          |
| 2021 | «Слёзы это небес роса»              |
| 2022 | «Растай»                            |
| 2023 | «Лучик»                             |

## Концерты и передачи

### Участие в фестивале «Эх разгуляй!»
| Год  | Песня                          |
| ---- | ------------------------------ |
| 2012 | «Я тебя рисую»                 |
| 2013 | «Я тебя рисую»                 |
| 2015 | «Женщина-воздух»               |
| 2016 | «Доминикана», «Женщина-воздух» |
| 2023 | «Солнышко»                     |

### Участие в премии «Шансон года»
| Год  | Песня                        |
| ---- | ---------------------------- |
| 2013 | «Я тебя рисую»               |
| 2014 | «Девочка-весна»              |
| 2015 | «Женщина-воздух»             |
| 2022 | «Дружба одна на всех» (дуэт) |
| 2023 | «Как же я соскучился»        |
| 2025 | «У сердца твоего»            |

### Участие в фестивале «Милицейская волна»
| Год  | Песня                                                     |
| ---- | --------------------------------------------------------- |
| 2016 | «Женщина-воздух», «Я тебя рисую», «Обожаю», «Самая-самая» |

## Семья и увлечения
Женат.
Мать — Валентина Никитична — учитель русского языка и литературы, долгое время проработала директором школы.
Четыре дочери.

## Отзывы
Андрей «РЭМ» Рымденок, звукорежиссёр — «Любой звукорежиссер имеет свой особенный взгляд на артистов, с которыми работает на сцене или в студии. Говоря о современной эстраде, мне импонирует позиция известного писателя Карела Чапека, которая стала афоризмом: „Критик — это человек, который говорит, как бы он не делал, если бы умел!“ Сергей Куренков интересен для меня как артист и композитор. Это очень разноплановая и глубокая личность. И он умеет работать — искренне, на чистовик.»

## Награды
- 2013 Премия «Шансон года» за песню «Я тебя рисую»
- 2014 Премия «Шансон года» за песню «Девочка-весна»
- 2015 Премия «Шансон года» за песню «Женщина-воздух»
- 2022 Премия «Шансон года» за песню «Дружба одна на всех» (дуэт)
- 2023 Премия «Шансон года» за песню «Как же я соскучился»
- 2025 Премия «Шансон года» за песню «У сердца твоего».